# اورستیس کارنزیس
اورستیس کارنزیس (یونانی: Ορέστης Καρνέζης؛ زادهٔ ۱۱ ژوئیهٔ ۱۹۸۵) بازیکن فوتبال اهل یونان است‌ که برای باشگاه ناپولی بازی می‌کند.
وی همچنین در تیم ملی فوتبال یونان بازی کرده‌است.